# Kościół Świętego Krzyża w Bańskiej Bystrzycy

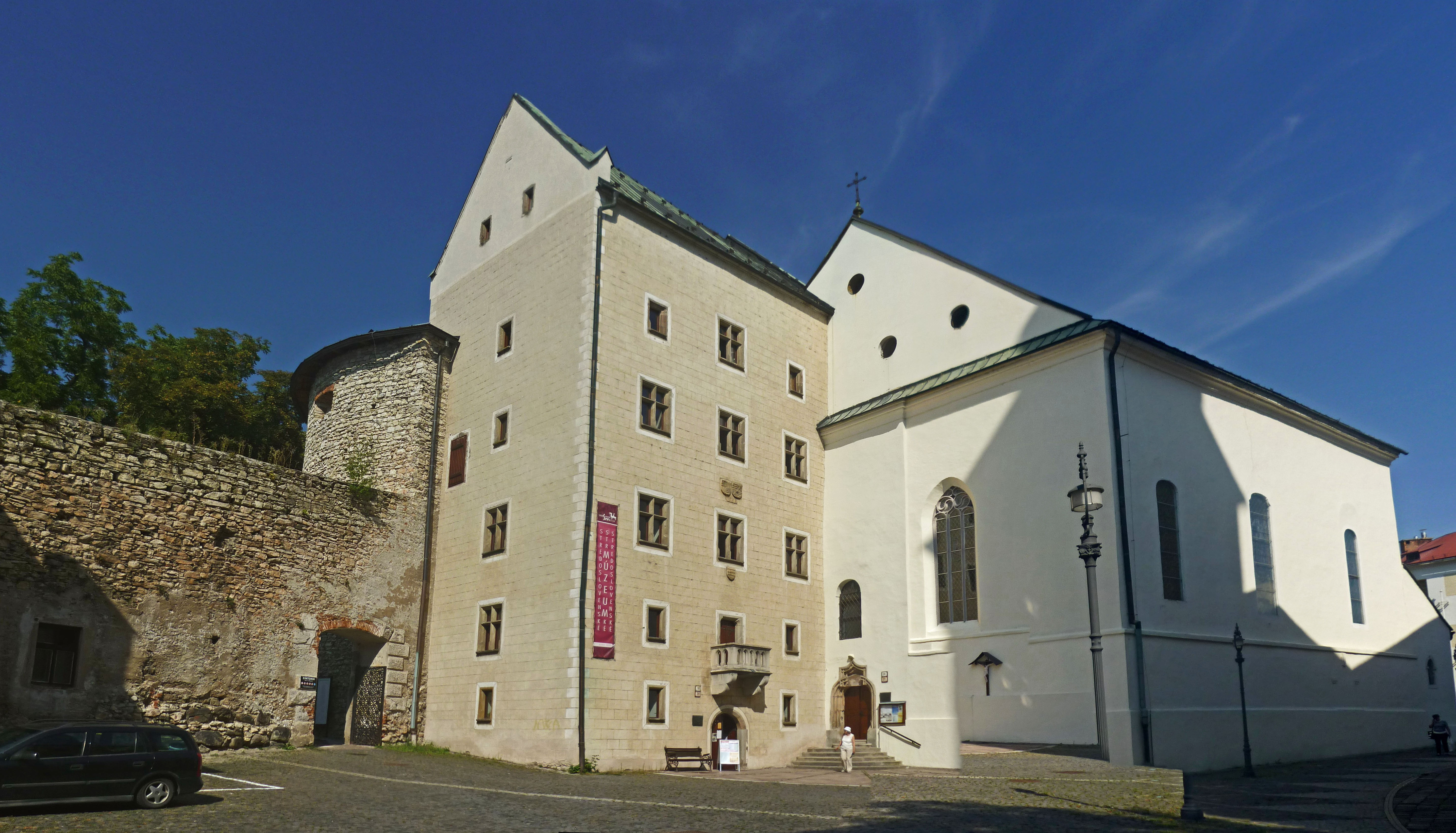
Kościół Św. Krzyża w Bańskiej Bystrzycy, po lewej Dom Macieja

Kościół Świętego Krzyża (słow. Kostol svätého kríža) – kościół katolicki w Bańskiej Bystrzycy na Słowacji, w obrębie tzw. zamku miejskiego. Nazywany był „słowackim”, gdyż uczęszczali do niego przeważnie Słowacy, podczas gdy obywatele niemieccy modlili się głównie w kościele Wniebowzięcia NMP.
Świątynia powstała w miejscu, gdzie już przed 1406 r. stała gotycka kaplica św. Michała, do której później przybudowano następną kaplicę. Zbudował ją majster Hanuš. W 1492 r. dobudowano nawę i przedsionek tak, że kościół połączył się z murem obronnym na odcinku pomiędzy basztami Banícką i Pisárską oraz sąsiednim Domem Macieja i przyjął dzisiejszą formę. Na poddaszu kościoła można zobaczyć zarys pierwotnego, obecnie zamurowanego, okna wychodzącego na Dom Macieja.
W czasie reformacji w XVII w. protestanci wyburzyli ścianki działowe pomiędzy dawnymi kaplicami, a w latach 1742-1747 jezuici przebudowali wnętrze w stylu barokowym. Zostało ono całkowicie zniszczone w czasie pożaru w 1782 r. Podczas odbudowy nowe wejście do kościoła wybudowano od strony południowej. Na portalu jest wykuta błędna data (1452, zamiast roku 1492).
Obiekt zachował gotyckie okna i portal wejściowy oraz renesansowe sklepienie nawy z XVI/XVII w.
Obecny wystrój wnętrza pochodzi przeważnie z XIX w. Najważniejszym dziełem sztuki w kościele jest klasycystyczny ołtarz główny pochodzący z 1834 roku. W centrum ołtarza znajduje się rzeźba przedstawiająca Ukrzyżowanie z figurami Matki Boskiej i Marii Magdaleny. Są one przypisywane rzeźbiarzowi Vavrincowi Dunajskiemu. Po bokach na kolumnach umieszczono rzeźby przedstawiające świętych jezuickich, a w nadstawie – dwóch aniołów.
Kamienna, późnorenesansowa chrzcielnica pochodzi z roku 1652. Jej autorem jest Ján Weinhardt ze Spiskich Włochów. Na północnej ścianie kościoła znajdują się freski przedstawiające Przemienienie Pańskie na Górze Tabor, Sąd ostateczny i Zesłanie Ducha Świętego na apostołów.